# 学校法人共立女子学園

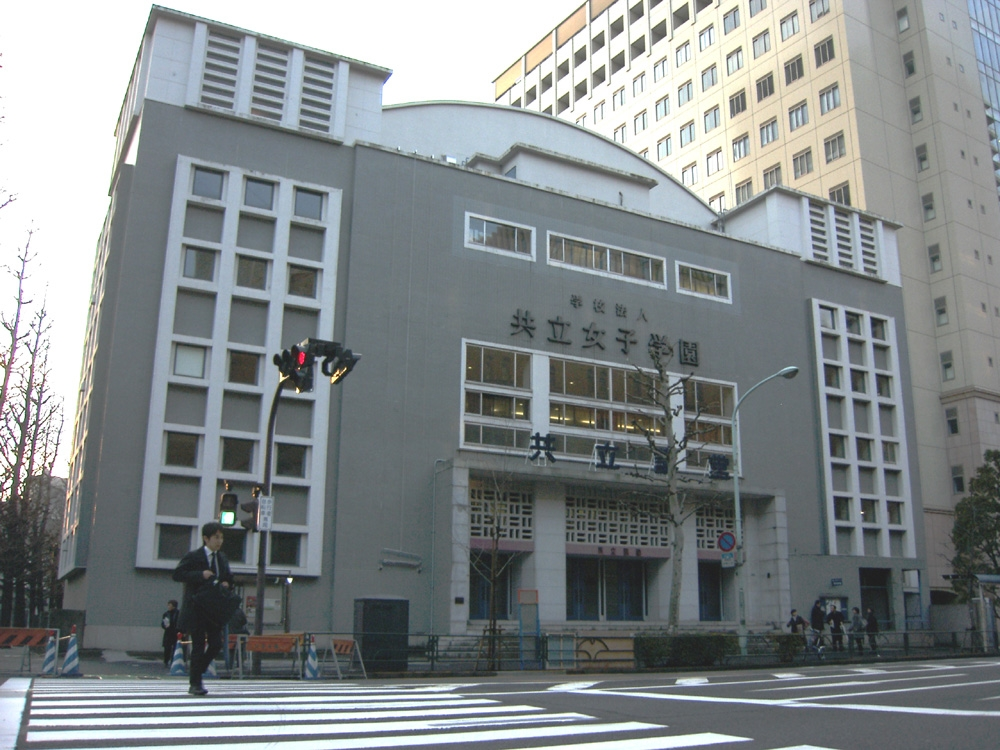
共立女子学園 共立講堂

学校法人共立女子学園（がっこうほうじんきょうりつじょしがくえん）は、日本の学校法人である。
なお、横浜共立学園とは関係がない。

## 概要
鳩山春子など教育者34人により、1886年に「共立女子職業学校」という技芸学校として設立された。現在の理事長は御手洗康。
共立女子学園講堂（通称：神田共立講堂）では、著名人を招き講演などが行われる。1970年代には日本のフォークシンガーの聖地とされ、吉田拓郎、かぐや姫、アリス、ガロなどがコンサートを開催した。現在は学校関係者以外には貸し出していないが、2009年7月20日に再結成したアリスが、2022年11月3日にはグレープが、それぞれ一夜限りのライブを行った。

## 沿革
- 1886年（明治19年）3月 - 共立女子職業学校として設立
- 1928年（昭和3年）10月 - 共立女子専門学校を設置
- 1936年（昭和11年） - 共立高等女学校開校
- 1947年（昭和22年） - 共立女子中学校を設置
- 1947年（昭和22年）4月 - 共立女子大学を設置
- 1948年（昭和23年） - 共立女子高等学校開校
- 1950年（昭和25年）4月 - 共立女子短期大学部家政科を開設
- 1955年（昭和30年）4月 - 大日坂幼稚園開設
- 1970年（昭和45年） - 共立女子第二高等学校を設置
- 1973年（昭和48年） - 共立女子短期大学部を共立女子短期大学と名称変更
- 1984年（昭和59年） - 共立女子第二中学校を設置
- 2006年（平成18年）- 中高同一校舎になり、高校からの生徒募集を停止。校名も「共立女子中学高等学校」とした。

## 設置校
- 共立大日坂幼稚園
- 共立女子中学校・高等学校
- 共立女子第二中学校・高等学校
- 共立女子短期大学
- 共立女子大学
- 共立女子大学大学院

## 所在地
- 東京都千代田区一ツ橋
- 東京都八王子市元八王子町
- 東京都文京区小日向